# A Shocking Night
A Shocking Night è un film muto del 1921 diretto da Eddie Lyons e Lee Moran.

## Produzione
Il film fu prodotto dall'Universal Film Manufacturing Company (come Star Comedies).

## Distribuzione
Distribuito dall'Universal Film Manufacturing Company, il film - presentato da Carl Laemmle - uscì nelle sale cinematografiche USA nel gennaio 1921.